# ZFV-Unternehmungen
Die ZFV-Unternehmungen mit Sitz in Zürich sind eine Gastronomiegruppe mit eigenen und im Auftrag Dritter geführten Betrieben. Neben einer Hotelkette führt die genossenschaftlich organisierte Gruppe auch Restaurants, Personalrestaurants, Cafeterias und Mensen, Caterings aller Art, eine Confiserie und ein Konditorei- und Bäckereiunternehmen. Insgesamt betreiben die ZFV-Unternehmungen 161 Betriebe. Die Unternehmensgruppe beschäftigte im Jahr 2019 2'771 Mitarbeiter und erwirtschaftete einen Umsatz von 285,3 Millionen Schweizer Franken.

## Geschichte
Die ZFV-Unternehmungen wurden am 27. September 1894 von Zürcher Bürgerfrauen unter dem Namen Frauenverein für Mässigkeit und Volkswohl gegründet mit dem Ziel, alkoholfreie Gaststätten einzurichten, in denen man ohne Alkoholdruck verweilen und einen Kaffee trinken oder eine gesunde Mahlzeit einnehmen konnte. Erste Präsidentin war Nanny Huber-Werdmüller (1844–1911), treibende Kraft und erste Geschäftsleiterin war Susanna Orelli-Rinderknecht.

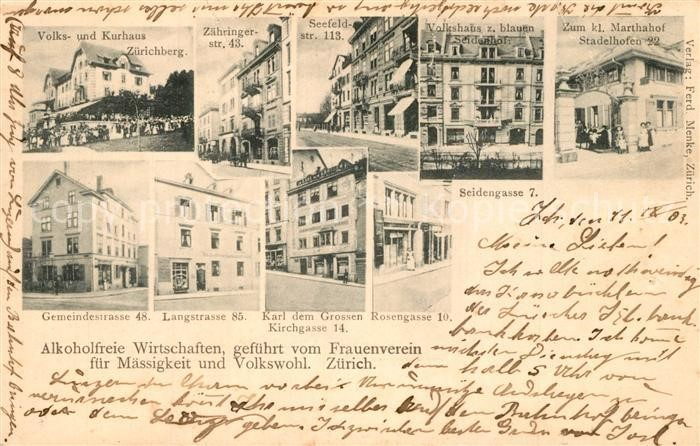
Alkoholfreie Wirtschaften Frauenverein für Mässigkeit und Volkswohl Zürich, um 1903

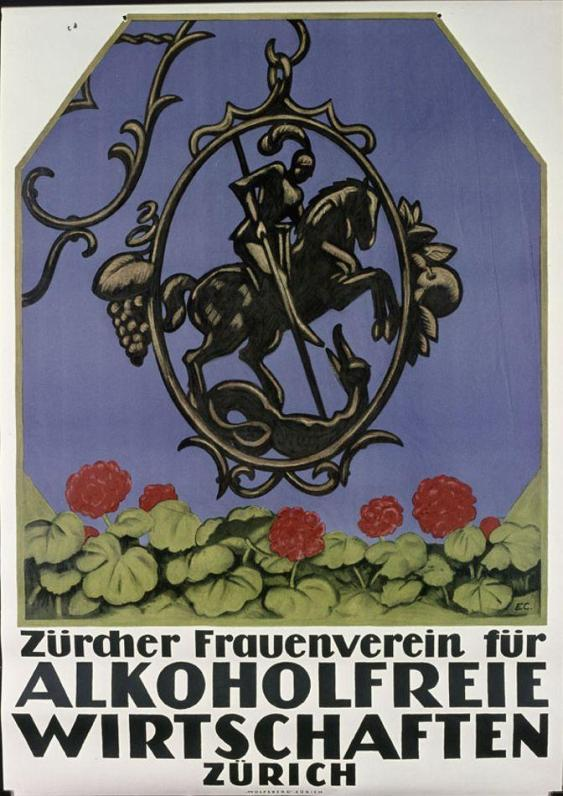
Plakat Zürcher Frauenverein von Emil Cardinaux

Der Frauenverein führte 1934 in Zürich 18 alkoholfreie Restaurants: «Blauer Seidenhof» Sihlstrasse 7/9, «Karl der Grosse» Kirchgasse 14, «Olivenbaum» Stadelhoferstrasse 10, Volkshaus Helvetiaplatz, «Freya» Freyastrasse 20, «Sonnenblick» Langstrasse 85, «Wasserrad» Josefstrasse 102, Kirchgemeindehaus Wipkingen Rosengartenstrasse 1, «Lettenhof» Wasserwerkstrasse 108, «Platzpromenade» Museumstrasse 10, «Rütli» Zähringerstrasse 43, «Zur Limmat» Limmatquai 92, «Rose» Rosengasse 10, «Frohsinn» Gemeindestrasse 48, «Lindenbaum» Seefeldstrasse 113, «Kurhaus Zürichberg» Orellistrasse 21, Kurhaus Rigiblick und «Baumacker» Baumackerstrasse 15.
Bis 2002 behielt die Genossenschaft den seit 1909 bestehenden Namen Zürcher Frauenverein für alkoholfreie Wirtschaften bei. Aufgrund der gesellschaftlichen und der wirtschaftlichen Veränderungen haben die ZFV-Unternehmungen das frühere rigorose Alkoholverbot sukzessive gelockert. Nach einer Statutenänderung im Jahre 2001 dürfen heute auch alkoholische Getränke ausgeschenkt werden.
Bis zum Jahr 2000 waren die ZFV-Unternehmungen ausschliesslich im Raum Zürich tätig. Seither haben sie ihren Tätigkeitsradius erweitert und sind heute in der ganzen deutschsprachigen Schweiz tätig.

## Tätigkeitsgebiet
Unter dem Namen Sorell führt die Gastronomiegruppe insgesamt 17 Hotels in verschiedenen Schweizer Städten. Weiter betreibt sie 15 Restaurants schwerpunktmässig in Zürich und Bern sowie 56 Personalrestaurants, davon 10 der UBS und 24 der SBB.
Die ZFV-Unternehmungen betreiben zudem hauptsächlich in Zürich insgesamt 55 Cafeterias und Mensen, insbesondere für die Universität Zürich (11) sowie für verschiedene Hoch-, Kantons- und Berufs- und Privatschulen.
Im Bereich Museumsgastronomie führen die ZFV-Unternehmungen Betriebe in verschiedenen Schweizer Museen. Zudem betreiben sie mit einem Restaurant und 18 Verpflegungsständen die Gastronomie im Stadion Letzigrund.
Zu den weiteren von den ZFV geführten Betrieben zählen die traditionsreiche Confiserie Schurter am Central in Zürich (bei der Polybahn) sowie die traditionsreiche Bäckerei und Konditorei Kleiner mit ihren 12 Filialen in und um Zürich (8 in der Stadt Zürich).
In Bern führt der ZFV im Bundeshaus das Parlamentsrestaurant Galerie des Alpes.